# Hockensberg
Hockensberg ist ein Ortsteil und eine von 15 Bauerschaften in der Gemeinde Dötlingen im niedersächsischen Landkreis Oldenburg im Naturpark Wildeshauser Geest.
Das etwa sechs Kilometer östlich vom Ortskern Dötlingens gelegene Dorf hatte im August 2022 525 Einwohner. Es befindet sich an der Grenze zur Samtgemeinde Harpstedt. Zur Bauerschaft Hockensberg gehören auch die an der Bundesstraße 213 gelegenen Einzelgehöfte in Pfennigstedterfeld.
Der Bereich um die Friedenseiche und dem Gefallenendenkmal von 1870/71 wurde 2007 in einer 72-Stunden-Aktion durch die Landjugend von einer einfachen Wiese in einen gemütlichen Rastplatz verwandelt.
Die Bundesautobahn 1 verläuft südlich in rund viereinhalb Kilometern Entfernung. Durch den Ort fließt der Altonaer Mühlbach.
In Hockensberg entsteht zurzeit (2021) das Gewerbegebiet A1 Gewerbepark Wildeshausen-Nord.

## Sehenswürdigkeiten
- Hügelgräber Hockensberg

## Infrastruktur
- Vereine: Fußballclub Hockensberg e. V.[4]